# Vörösfarkú asztrild
A vörösfarkú asztrild (Estrilda caerulescens) a madarak osztályának a verébalakúak (Passeriformes) rendjébe, ezen belül a díszpintyfélék (Estrildidae) családjába tartozó faj.

## Rendszerezése
A fajt Louis Pierre Vieillot francia ornitológus írta le 1817-ben, a Fringilla nembe Fringilla caerulescens néven. Sorolták a Glaucestrilda nembe Glaucestrilda caerulescens néven is.

## Előfordulása
Afrikában, Benin, Bissau-Guinea, Burkina Faso, Csád, Elefántcsontpart, Gambia, Ghána, Guinea, Kamerun, a Közép-afrikai Köztársaság, Libéria, Mali, Niger, Nigéria, Szenegál és Togo területén honos.
Természetes élőhelyei a szubtrópusi vagy trópusi cserjések és szavannák, valamint legelők és szántóföldek. Állandó, nem vonuló faj.

## Megjelenése
Testhossza 10 centiméter, testtömege 8-9 gramm. A hím és a tojó egyforma, bár az utóbbi kissé halványabb színű. Felül kékesszürke, a farcsík, a felső és az alsó farokfedők, valamint a középső farktollak vörösek. A többi farktoll fekete vörös széllel. A kantár fekete, a pofa és a torok világosabb kékesszürke, a has felé sötétebb, a tojók legtöbbjén néhány fehér tollal. A szem barna, a láb fekete, a csőr feketés színű, a töve vöröses.

## Természetvédelmi helyzete
Az elterjedési területe nagyon nagy, egyedszáma pedig stabil. A Természetvédelmi Világszövetség Vörös listáján nem fenyegetett fajként szerepel.